# La muerte viviente
La muerte viviente (també coneguda com Isla de los muertos) és una pel·lícula de terror mexicana de 1971 dirigida per Juan Ibáñez i protagonitzada per Boris Karloff i Julissa. La pel·lícula va ser llançada com Isle of the Snake People als Estats Units i Snake People al Regne Unit, a més de ser llançada sota el seu títol en espanyol als Estats Units com una pel·lícula en espanyol. Més tard va ser doblegada en anglès, però va rebre poca distribució teatral, i després va ser llançada per a la televisió.

## Argument
El capità Labesch (Rafael Bertrand) arriba a una illa remota, decidit a acabar amb la il·legalitat de l'illa, ja que en ella s'hi realitzen ritus vudú practicats pel malvat sacerdot Damballah (Boris Karloff). Labesch comença amb el magnat local Carl van Molder i el seu estudi de l'illa. Van Molder adverteix a Labesch que no interfereixi amb la població local. Annabella (Julissa), la neboda de van Molder de visita a l'illa, és una partidària del Moviment per la Temprança que vol que el seu oncle ajudi a finançar la Lliga Internacional Anti-Saló. Ella s'enamora del maco tinent de policia Andrew Wilhelm (Carlos East), malgrat la seva afició pel rom. Mentrestant, belles noies natives s'estan transformant en zombis, i una sinistra ballarina de serps anomenada Kalea (Yolanda Montes) les porta a atacar i devorar a qualsevol entremetedor que s'acosti massa als seus rituals impius. Quan Annabella és segrestada i preparada per a ser l'últim sacrifici humà del culte, Labesch i Wilhelm han d'infiltrar-se en les seves files per a salvar-la, i finalment descobreixen la identitat secreta del totpoderós Damballah.

## Repartiment
- Boris Karloff com Carl van Molder / Damballah.
- Julissa com Anabella Vandenberg.
- Carlos East com Tte. Andrew Wilhelm (com Charles East).
- Rafael Bertrand com Cap. Pierre Labesch (com Ralph Bertrand).
- Yolanda Montes «Tongolele» com Kalea (com Tongolele).
- Quintín Bulnes com Klinsor.
- Rafael Muñoz Aldrete com Enano (com Santanon).
- Julia Marichal com Mary Ann Vandenberg (com July Marichael).

## Producció
La muerte viviente és una de les quatre pel·lícules de terror mexicanes de baix pressupost que Karloff va fer en un paquet amb el productor mexicà Luis Enrique Vergara, les altres foren Invasión siniestra, La cámara del terror i Serenata macabra. Amb Karloff havent signat per a la pel·lícula, Vergara va obtenir finançament per a les quatre pel·lícules de Columbia Pictures, que després les distribuiria. Karloff va rebre $ 100 000 per pel·lícula. Karloff inicialment va rebutjar els guions de totes les pel·lícules, però va acceptar després que van ser reescrits per Jack Hill.
Es va planejar la filmació a Mèxic, però el emfisema pulmonar de Karloff li va impedir treballar a aquesta altitud. Les escenes de Karloff en les quatre pel·lícules van ser dirigides per Jack Hill en els Dored Studios en Los Angeles en la primavera de 1968. Entre preses, Karloff descansava en una cadira de rodes. Les pel·lícules es van completar a Mèxic en Studios America Mèxic. Algunes escenes addicionals que involucren al personatge de van Molder van ser filmades usant un doble de Karloff anomenat Jerry Petty. A causa de la mort inesperada de Vergara, el llançament de la pel·lícula es va retardar per a determinar els drets d'herència de la llei mexicana. Les quatre pel·lícules en el paquet van ser llançades després de la mort de Karloff en 1969.

## Recepció
Columbia Pictures va llançar les quatre produccions d'Asteca Films per a les quals Karloff va filmar les seves escenes a Los Angeles durant un període de dos anys després de la seva mort en 1969. Van ser descartats, tant pels crítics com pels fanàtics de Karloff, com a esforços no distingits. Crítics van apuntar també al fet que la pel·lícula, quan es va llançar, semblava ser antiquada i inferior entre la seva filmació i el seu llançament, una altra pel·lícula de zombis, La nit dels morts vivents (1968), havia elevat els estàndards per al gènere. Escrivint en The Zombi Movie Encyclopedia, l'acadèmic Peter Dendle va dir: «Encara que a vegades és estrany fins al punt de ser psicodèlic, aquesta oferta mansa consisteix en escenes interminables de ritus natius, dones que intenten semblar seductorament malvades i preses de serps».